# Скотт, Джеймс Кэмпбелл
Джеймс Кэмпбелл Скотт (англ. James C. (Campbell) Scott; 2 декабря 1936, Маунт-Холли, Нью-Джерси — 19 июля 2024, Дарем) — американский политолог и антрополог, высокопризнанный обществовед. Доктор философии (1967) и Стерлингский профессор-эмерит Йеля. Член Американского философского общества (2020). Его исследования затрагивают политическую экономию, сравнение аграрных обществ, теории гегемонии и сопротивления, крестьянскую политику, революции, Юго-Восточную Азию, теории классовых отношений и анархизма.
Основатель и многолетний содиректор программы по аграрным исследованиям в Йельском университете, а также неформальный основатель такой научной дисциплины как исследования движений сопротивления. Самая влиятельная книга — «Благими намерениями государства» (1998).

## Биография и творчество
Сын врача; отец умер, когда ему было девять лет. Посещал несколько квакерских школ недалеко от Филадельфии. Затем поступил в Williams College, штат Массачусетс, где изучал политическую экономию (1954—1958 гг., бакалавр). Проходил стажировку в Янгонском университете в Бирме (как слушатель по экономике, в 1958—1959 гг.) и в Институте политических наук в Париже (как слушатель политологии, в 1959—1960 гг.). Получил степень магистра, а также доктора философии по политологии Йеля, для чего занимался там соответственно в 1961—1963 годах, а затем в 1963—1967 годах. Опубликованная диссертация — Political Ideology in Malaysia (1968). После того как в 1967 году получил докторскую степень, занял должность доцента политологии в Университете Висконсин-Мэдисон. С 1976 года Стерлингский профессор политологии Йеля, затем эмерит. Член Американской академии искусств и наук. Лауреат Ester Boserup Prize и Prize for High Achievement in Political Science (2018). Экс-президент Ассоциации азиатских исследований.
Как знаток Юго-Восточной Азии, во время войны во Вьетнаме проводил популярные курсы по войне и крестьянским революциям. В конце 1970-х годов на протяжении двух лет проводил полевые исследования в деревне в Малайзии, описав их в книге «Оружие слабых» (1985). В 1976 году Скотт вернулся в Йель и поселился на ферме в Дареме, штат Коннектикут, со своей женой. Они начали с небольшой фермы, а в начале 1980-х годов купили более крупную ферму поблизости и начали выращивать овец.
Первые книги Скотта были основаны на архивных исследованиях. Однако его первая серьёзная работа основана на этнографической полевой работе. Необычна она тем, что когда Скотт закончил черновик, он вернулся на два месяца, чтобы узнать впечатления жителей деревни о его труде, после чего значительно переработал книгу на основе их критики и понимания.
Славу Скотту принесла вышедшая в середине 1970-х годов книга «Моральная экономика крестьянства». Её основная идея заключается в том, что крестьянам присуща особая политическая и экономическая культура — не только внутриобщинных правил жизни, но также специфических способов взаимодействия с государством и рынком.
В 1980-е был опубликован второй бестселлер Скотта «Оружие слабых», развивающий темы предыдущей книги: почему сельские жители предпочитают традиционные пути покорного взаимодействия с властью? Почему крестьяне скептически относятся к демократическим формам волеизъявления, не торопясь выказывать открытый протест, но тем не менее повсеместно сопротивляются исподтишка, как в крестьянской испанской поговорке «я подчиняюсь, но не повинуюсь»? Скотт показывает, насколько разветвленными, остроумными и в конечном счете достаточно эффективными бывают эти практики повседневного сопротивления.
Итог своим исследованиям особенностей повседневного сопротивления бедных и подвластных социальных слоев на примерах различных эпох и народов земного шара он подвел в книге «Господство и искусство сопротивления: потаенные транскрипты»
К концу 1990-х годов Скотт радикально поменял вектор своих исследований, опубликовав книгу «Благими намерениями государства». Теперь его критическому анализу подверглась логика политического поведения бюрократов и их амбициозные государственные проекты по радикальной трансформации природной и социальной действительности, часто заканчивавшиеся непредвиденными трудностями и даже катастрофами.
У Скотта имеется и небольшой опыт полевого исследования в России. Он с громадным уважением относится к российской культуре, особенно литературе. Его любимые авторы — Лев Толстой и Андрей Платонов. Как правило, главы своих книг Джим предваряет эпиграфами, среди которых немало цитат из произведений русской литературы.
При этом Скотта всегда тревожила и озадачивала могучая традиция русского государственного деспотизма. Одна из центральных тем книги «Искусство быть неподвластным» — это анархизм. Скотт признает право на существование разных форм человеческого общежития: семью, общину, государство. Но как свободолюбивого интеллектуала его беспокоит, что государство всегда стремилось, чтобы его самого было как можно больше, а все остальные формы человеческого общежития государству подчинялись. Государство стремится все контролировать, всюду проникать — с древнейших времен, когда оно только возникло, и до наших дней — и с подозрением относится к самостоятельности и свободе. Именно в этом смысле он критически относится к деспотизму государственного контроля в истории России.
В книге «Анархия? Нет, но да!» 2012 года Скотт говорит: «отсутствует всестороннее анархистское мировоззрение и философия, и в любом случае осторожно-номотетически смотря на мир, я выдвигаю аргумент в пользу своего рода анархистского косоглазия. Я хочу показать, что если вы наденете анархистские очки и посмотрите на историю народных движений, революций, обычной политики и государства с этой точки зрения, то возникнут определённые идеи, которые скрыты практически под любым углом зрения. Это также показывает, что анархистские принципы присутствуют в стремлениях и политических действиях людей, которые никогда не слышали об анархизме или анархистской философии».
Как отмечает А. М. Никулин (2012): «Главный вывод из текущих исследований Скотта сводится к отрицанию эволюционистского видения человеческой истории как концентрированного движения от варварства к цивилизации под эгидой неуклонно усиливающейся роли государств».
Умер в своём доме в возрасте 87 лет.
Как отмечалось Нью-Йорк Таймс, его "читательская аудитория была как широкой, так и политически разнообразной, включая либертарианцев свободного рынка из Института Катона и левых теоретиков движения «Захвати Уолл-стрит»"

## Публикации[20]
Автор шести книг.
- Weapons of the Weak: Everyday Forms of Peasant Resistance (Оружие слабых: повседневные формы крестьянского сопротивления), Yale University Press, 1980;
- Domination and the Arts of Resistance (Доминирование и искусство сопротивления), Yale University Press, 1985;
- Seeing Like a State: How Certain Schemes to Improve the Human Condition Have Failed, Yale University Press, 1998;
  - Благими намерениями государства : почему и как проваливались проекты улучшения условий человеческой жизни / Пер. с англ. Э. Н. Гусинского, Ю. И. Турчаниновой. — М. : Университетская книга, 2005. — 566, [2] с. : ил. ISBN 5-98699-016-1;
- The Art of Not Being Governed: An Anarchist History of Upland Southeast Asia, Yale University Press, 2008;
  - Искусство быть неподвластным. Анархическая история высокогорной Юго-Восточной Азии / Пер. с англ. Ирина Троцук. — М. : Новое издательство, 2017. — 564, [1] с. : ил. — (Библиотека свободы) — ISBN 978-5-98379-200-5;
- Two Cheers for Anarchism (Два приветствия для анархизма), Princeton University Press, 2013;
- Against the Grain: A Deep History of the Earliest Agrarian States (Против зерна: глубокая история первых аграрных государств), Yale University Press, 2017[22];
  - Против зерна : глубинная история древнейших государств / Пер. с англ. Ирины Троцук. — М. : Дело, 2020. — 325, [1] с. : ил. ISBN 978-5-85006-222-4 Фрагмент.

## Цитаты
- «Большинство статей, публикуемых [в академических кругах], … составлены, чтобы помочь людям получить должность, и это справедливо даже для рецензируемых статей»[23].

«Против зерна»
- Как разводчика овец вот уже более двадцати лет, меня обижает использование слова «овца» как синонима трусливого стадного поведения и отсутствия индивидуальности. На протяжении последних восьми тысячелетий мы сами отбирали самых послушных овец и пускали под нож самых агрессивных — тех, что вырывались из загона. Но почему мы вдруг передумали и стали порочить этот вид за сочетание нормального стадного поведения с теми характеристиками, что мы сами отбирали? (Гл. 2)
- Как только Homo sapiens сделал судьбоносный шаг к сельскому хозяйству, он поступил в строгий монастырь, чьим настоятелем является требовательный генетический часовой механизм нескольких растений... (Гл. 2)
- Как большинство западных потребителей сегодня никогда не окажется в тех условиях, в которых воспроизводятся материальные основания их жизни, так и греки в Афинах почти не замечали примерно половину рабского населения города-полиса, которая работала в карьерах, на шахтах, в лесах и на галерах. (Гл. 5)
- Я подозреваю, что болезни ответственны за многие внезапные исходы населения из государственных центров древнего мира, потому что им нет иных объяснений. А если отталкиваться от того, что мы знаем об эпидемиях в римском и средневековом мире, то подозрение становится правдоподобной догадкой. (Гл. 6)
- Я уверен, что угроза со стороны варваров была главным фактором, сдерживавшим рост государств на протяжении периода, измеряемого скорее тысячелетиями, чем столетиями. (Гл. 7)